# Rhyacophila orthacantha
Rhyacophila orthacantha là một loài Trichoptera trong họ Rhyacophilidae. Chúng phân bố ở miền Cổ bắc.